# Amerotyphlops microstomus
Amerotyphlops microstomus — вид змій родини сліпунів (Typhlopidae). Мешкає на півострові Юкатан.

## Поширення і екологія
Amerotyphlops microstomus мешкають в мексиканських штатах Юкатан, Кампече і Кінтана-Роо, а також на півночі гватемальського департаменту Петен і на півночі Белізу. Вони живуть в сухих і вологих тропічних лісах, на висоті до 200 м над рівнем моря.